# Miss Universe 2013
A Miss Universe 2013 a 62. versenye volt a Miss Universe nemzetközi szépségversenynek. A döntőt Moszkvában tartották 2013. november 9-én. A verseny körül több vitára okot adó - többnyire politikai indíttatású - esemény zajlott. A végső győzelmet a venezuelai María Gabriela Isler szerezte meg.

## Helyszín
A Guatemalai Turisztikai Intézet igazgatója, Pedro Duchez a Prensa Libre című újságban megjelent interjúban közölte, hogy Guatemala szívesen megrendezné a 2013. évi Miss Universe versenyt, hogy ezzel is növeljék az ország turisztikai vonzerejét. Duchez szerint a rendezvény megtartása körülbelül 3 millió amerikai dollárba kerülne, ezért reméli, hogy a magánszektor is beszállna a finanszírozásba.
2013 júniusában jelentette be a Miss Universe Organization (MUO), hogy a döntőt november 9-én fogják megtartani Moszkvában, a Crocus City Hallban.

## Viták a verseny körül
A versenyről több résztvevő távol maradt, különböző okokból, mely okok élénk visszhangot váltottak ki a sajtóból.
- Miss Koszovó, Mirjeta Shala nem vehetett részt a versenyben, mivel Oroszország nem ismeri el Koszovót független államként. Az orosz döntés ellen tiltakozva Miss Albánia, Fiorabla Dizdari sem vesz részt a versenyben.[3]
- Miss Uruguay, Micaela Orsi visszalépett a versenytől, mivel úgy érezte, nem kapott elég támogatást a versenyre való felkészüléshez a Miss Uruguay verseny rendezőitől.[4]

A versenyzők visszalépésén túl vitára adott okot, hogy a Miss Universe döntő egyik felkért házigazdája, Andy Cohen lemondta a szereplést arra hivatkozva, hogy Oroszországban, a meleg-ellenes törvények miatt, nem érezné magát biztonságban, mivel ő nyíltan vállalja másságát. Ugyanezen törvényekre hivatkozva internetes petíciót is indítottak azért, hogy a MUO ne Moszkvában tartsa a versenyt.

## Események
A verseny 2013. október 21-én kezdődött, amikor a versenyzők első csoportja megérkezett Moszkvába. A 3 hetes vetélkedő első hetei különféle rendezvényekkel teltek, melyek között szponzorált és jótékonysági események is helyet kaptak. Az utolsó hét a döntőre való felkészülés hete, amikor az elődöntő zajlik fürdőruhás és estélyi ruhás felvonulással, valamint az interjúkkal. Ekkor választják ki azt a 15 versenyzőt, akik továbbjutók, és akiknek a nevét a november 9-i döntőn hirdetik ki. A 16. döntős versenyzőt a közönség választhatja ki internetes szavazáson.
A versenyzők ismerkedési estjét október 25-én tartották a Zafferano étteremben. Másnap a Vörös teret és a Bolsoj Színházat tekintették meg, valamint részt vettek a Mercedes-Benz Divathéten. Október 27-én a verseny hajápolási szponzora, a CHI által szervezett rendezvényt tartották meg. Október 28-án tesztvezetésen vettek részt a versenyzők a Mercedes-Benz szervezésében. Október 29-én jótékonysági látogatást tartottak a Dimitrij Rogacsev Szövetségi Kutató- és Gyógyító Központban. Október 30-án a Miss Universe versenyeken hagyományos aukciót tartották meg, ahol a versenyzők által hozott ajándékokat árverezték el, a befolyt összeget jótékony célra ajánlották fel.
November 1-jén a versenyzők "szabadnapot" kapnak esti programmal, 3-án a hagyományos nemzeti viseletek bemutatója zajlik. November 4-én sajtótájékoztatót tartanak. November 5-én lesz a verseny elődöntője, november 6-án újabb sajtótájékoztató. A verseny döntőjét november 9-én tartják, amit az NBC, a Telemundo és más tévétársaságok is közvetítenek.

## Zsűri
A versenyen az elődöntőn és a döntőn két külön zsűri értékeli a versenyzőket.
Az elődöntő zsűrije:
- Irina Agalarova – orosz üzletasszony, Afar Aglarovnak a felesége, aki a verseny helyszínének a tulajdonosa
- Corinne Nicolas – üzletasszony, a Trump Models International menedzsere
- David Perozzi – producer és újságíró
- Alicia Quarles – Az E! News és a Today Show valamint az MSNBC újságírója
- Gabriel Rivera-Barraza – divatújságíró
- Jose Sariego – A Telemundo Media alelnöke
- Elena Semikina – Miss Universe Canada verseny 2010-es győztese

A döntő zsűrije:
- Steven Tyler - zenész, az Aerosmith frontembere
- Nobu Macuhisa - üzletember, étteremtulajdonos
- Tara Lipinski – olimpiai bajnok műkorcsolyázó
- Carol Alt – modell, tévés személyiség
- Anne Vialitszina – modell
- Farouk Shami – üzletember
- Italo Fontana – üzletember, designer
- Philip Kirkorov – orosz popzenész

## Eredmények

### Végeredmény
| Helyezés           | Versenyző |
| ------------------ | --- |
| Miss Universe 2013 | Venezuela – María Gabriela Isler |
| 2. helyezett       | Spanyolország – Patricia Rodríguez |
| 3. helyezett       | Ecuador – Constanza Báez |
| 4. helyezett       | Fülöp-szigetek – Ariella Arida |
| 5. helyezett       | Brazília – Jakelyne Oliveira |
| Top 10             | - Ukrajna – Olga Storozhenko - Egyesült Királyság – Amy Willerton - Dominikai Köztársaság – Yaritza Reyes - USA – Erin Brady - India – Manasi Moghe                          |
| Top 16             | - Costa Rica – Fabiana Granados - Kína – Jin Ye - Indonézia – Whulandary Herman - Puerto Rico – Monic Pérez - Nicaragua – Nastassja Bolívar - Svájc – Dominique Rinderknecht |

## Versenyzők
A döntőn 86 ország versenyzője vesz részt. A nemzeti versenyeket 2012. június és 2013. július között rendezték meg.
| Ország                    | Név                         | Cím                                | Életkor |
| ------------------------- | --------------------------- | ---------------------------------- | ------- |
| Angola                    | Vaumara Rebelo              | Miss Angola                        | 21      |
| Argentína                 | Brenda González             | Miss Argentína                     | 20      |
| Aruba                     | Stefanie Evangelista        | Miss Aruba                         | 24      |
| Ausztrália                | Olivia Wells                | Miss Ausztrália                    | 19      |
| Ausztria                  | Doris Hofmann               | Miss Ausztria                      | 23      |
| Azerbajdzsán              | Aysel Manafova              | Miss Azerbajdzsán                  | 21      |
| Bahama-szigetek           | Lexi Wilson                 | Miss Bahama-szigetek               | 22      |
| Belgium                   | Noémie Happart              | Miss Belgium                       | 20      |
| Bolívia                   | Alexia Viruez               | Miss Bolívia                       | 19      |
| Botswana                  | Tsaone Macheng              | Miss Botswana                      | 19      |
| Brazília                  | Jakelyne Oliveira           | Miss Brazília                      | 20      |
| Brit Virgin-szigetek      | Sharie De Castro            | Miss Brit Virgin-szigetek          | 21      |
| Bulgária                  | Veneta Krasteva             | Miss Bulgária                      | 21      |
| Chile                     | María Jesús Matthei         | Miss Chile                         | 21      |
| Costa Rica                | Fabiana Granados            | Miss Costa Rica                    | 23      |
| Curaçao                   | Eline de Pool               | Miss Curaçao                       | 19      |
| Csehország                | Gabriela Kratochvilová      | Miss Csehország                    | 23      |
| Dánia                     | Cecilia Iftikhar            | Miss Dánia                         | 26      |
| Dél-afrikai Köztársaság   | Marilyn Ramos               | Miss Dél-Afrika                    | 22      |
| Dél-Korea                 | Kim Yu-mi                   | Miss Korea                         | 23      |
| Dominikai Köztársaság     | Yaritza Reyes               | Miss Dominikai Köztársaság         | 19      |
| Ecuador                   | Constanza Báez              | Miss Ecuador                       | 22      |
| Salvador                  | Alba Delgado                | Miss El Salvador                   | 22      |
| Észtország                | Kristina Karjalainen        | Miss Észtország                    | 23      |
| Etiópia                   | Mhadere Tigabe              | Miss Etiópia                       | 21      |
| Finnország                | Lotta Hintsa                | Miss Finnország                    | 24      |
| Franciaország             | Hinarani de Longeaux        | Miss Franciaország                 | 23      |
| Fülöp-szigetek            | Ariella Arida               | Binibining Filipinas               | 24      |
| Gabon                     | Ruth Jennifer Ondo Mouchita | Miss Gabon                         | 20      |
| Ghána                     | Hanniel Jamin               | Miss Universe Ghana                | 18      |
| Görögország               | Anastasia Sidiropoulou      | Miss Görögország                   | 19      |
| Guam                      | Alixes Scott                | Miss Guam                          | 18      |
| Guatemala                 | Paulette Samayoa            | Miss Guatemala                     | 23      |
| Guyana                    | Katherina Roshana           | Miss Guyana                        | 23      |
| Haiti                     | Mondiana Pierre             | Miss Haiti                         | 19      |
| Hollandia                 | Stephanie Tency             | Miss Hollandia                     | 22      |
| Honduras                  | Diana Mendoza               | Miss Honduras                      | 26      |
| Horvátország              | Melita Fabečić              | Miss Horvátország                  | 18      |
| India                     | Manasi Moghe                | Miss India                         | 22      |
| Indonézia                 | Whulandary Herman           | Puteri Indonesia                   | 23      |
| Izrael                    | Yityish Aynaw               | Miss Izrael                        | 21      |
| Jamaica                   | Kerrie Baylis               | Miss Jamaica                       | 25      |
| Japán                     | Yukimi Matsuo               | Miss Universe Japan                | 25      |
| Kanada                    | Riza Santos                 | Miss Universe Canada               | 26      |
| Kazahsztán                | Aygerim Kozhakanova         | Miss Kazahsztán                    | 19      |
| Kína                      | Jin Ye                      | Miss Kína                          | 25      |
| Kolumbia                  | Lucia Aldana                | Miss Kolumbia                      | 21      |
| Lengyelország             | Paulina Krupińska           | Miss Lengyelország                 | 25      |
| Libanon                   | Karen Ghrawi                | Miss Libanon                       | 22      |
| Litvánia                  | Simona Burbaitė             | Miss Litvánia                      | 22      |
| Magyarország              | Kárpáti Rebeka              | Miss Universe Hungary              | 19      |
| Malajzia                  | Carey Ng                    | Miss Malajzia                      | 23      |
| Mauritius                 | Diya Beeltah                | Miss Mauritius                     | 23      |
| Mexikó                    | Cynthia Duque               | Nuestra Belleza Mexico             | 20      |
| Mianmar                   | Moe Set Wine                | Miss Mianmar                       | 25      |
| Montenegró                | Nikoleta Jovanović          | Miss Montenegro                    | 18      |
| Egyesült Királyság        | Amy Willerton               | Miss Universe Great Britain        | 20      |
| Namíbia                   | Paulina Malulu              | Miss Namíbia                       | 24      |
| Németország               | Anne-Julia Hagen            | Miss Németország                   | 23      |
| Nicaragua                 | Nastassja Bolívar           | Miss Nicaragua                     | 24      |
| Nigéria                   | Stephanie Okwu              | Miss Nigéria                       | 19      |
| Norvégia                  | Mari Chauhan                | Miss Norvégia                      | 24      |
| Olaszország               | Luna Voce                   | Miss Olaszország                   | 25      |
| Oroszország               | Elmira Abdrazakova          | Miss Oroszország                   | 18      |
| Panama                    | Carolina Brid               | Miss Panama                        | 22      |
| Paraguay                  | Guadalupe González          | Miss Paraguay                      | 21      |
| Peru                      | Cindy Mejía                 | Miss Peru                          | 25      |
| Puerto Rico               | Monic Marie Perez           | Miss Universe Puerto Rico          | 23      |
| Románia                   | Roxana Andrei               | Miss Románia                       | 26      |
| Spanyolország             | Patricia Rodríguez          | Miss Spanyolország                 | 23      |
| Srí Lanka                 | Amanda Rathnayake           | Miss Srí Lanka                     | 23      |
| Svájc                     | Dominique Rinderknecht      | Miss Schweiz                       | 23      |
| Svédország                | Alexandra Friberg           | Miss Svédország                    | 18      |
| Szerbia                   | Ana Vrcelj                  | Miss Szerbia                       | 21      |
| Szingapúr                 | Shi Lim                     | Miss Szingapúr                     | 24      |
| Szlovákia                 | Jeanette Borhyová           | Miss Universe Slovenskej Republiky | 20      |
| Szlovénia                 | Nina Đurđević               | Miss Szlovénia                     | 22      |
| Tanzánia                  | Betty Boniphace             | Miss Tanzánia                      | 20      |
| Thaiföld                  | Chalita Yaemwannang         | Miss Universe Thailand             | 25      |
| Törökország               | Berrin Keklikler            | Miss Törökország                   | 18      |
| Trinidad és Tobago        | Catherine Miller            | Miss Trinidad és Tobago            | 21      |
| Turks- és Caicos-szigetek | Snwazna Adams               | Miss Turks- és Caicos-szigetek     | 26      |
| Ukrajna                   | Olga Storozhenko            | Miss Ukrajna                       | 21      |
| Új-Zéland                 | Michelle Cassidy            | Miss Új-Zéland                     | 22      |
| Uruguay                   | Micaela Orsi                | Miss Universo Uruguay              | 18      |
| USA                       | Erin Brady                  | Miss USA                           | 25      |
| Venezuela                 | María Gabriela Isler        | Miss Venezuela                     | 25      |
| Vietnám                   | Trương Thị May              | Miss Vietnam                       | 25      |

### Képek

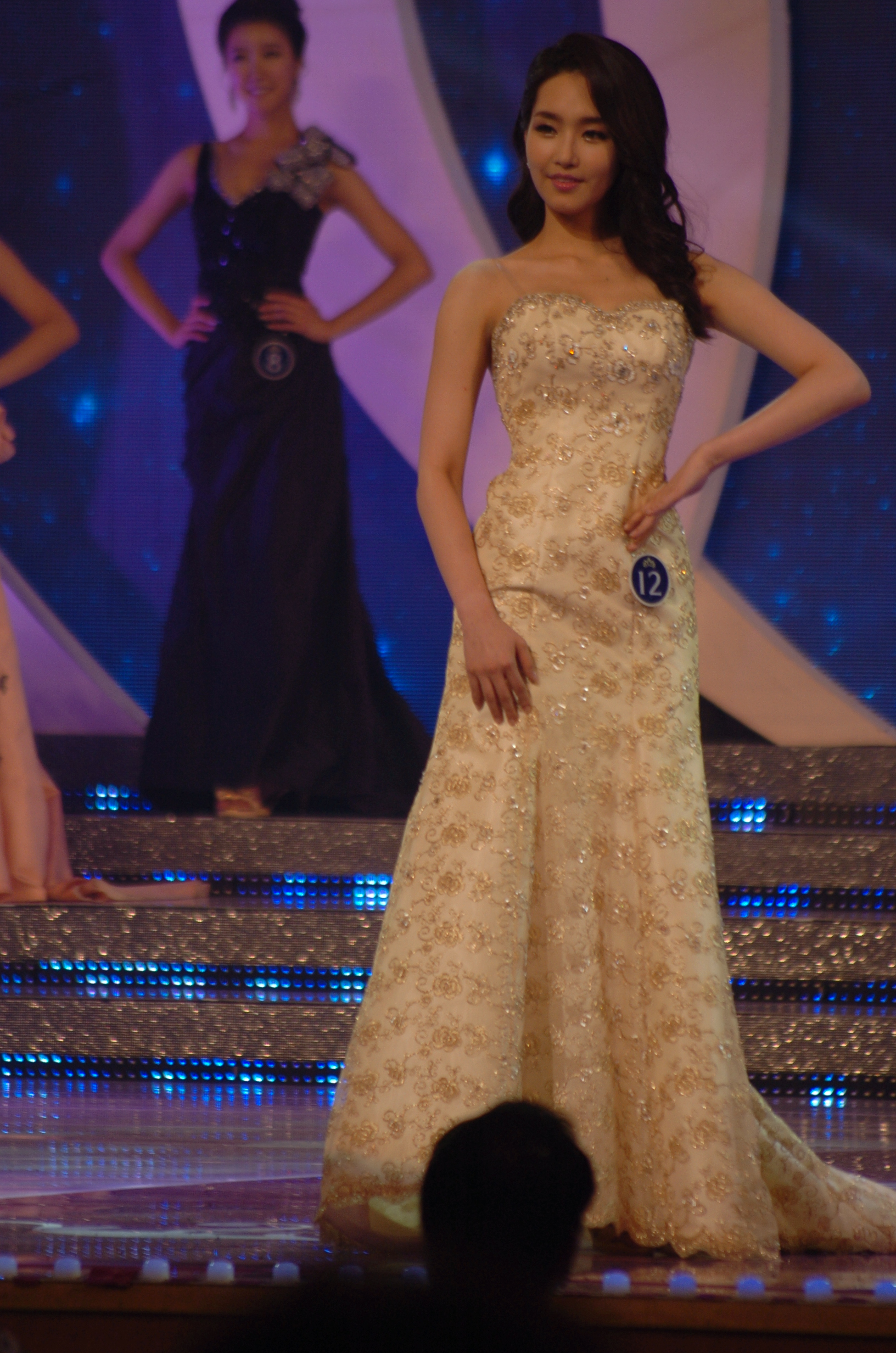
Kim Yu-mi Miss Dél-Korea
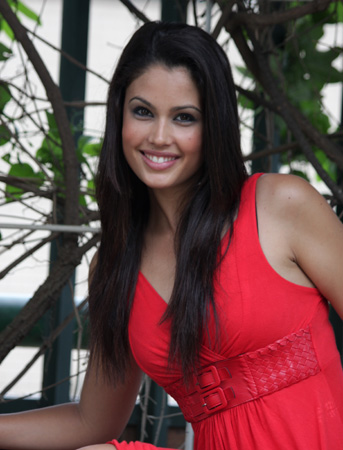
Patricia Rodriguez Miss Spanyolország
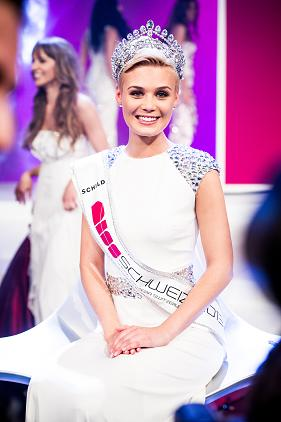
Dominique Rinderknecht Miss Svájc
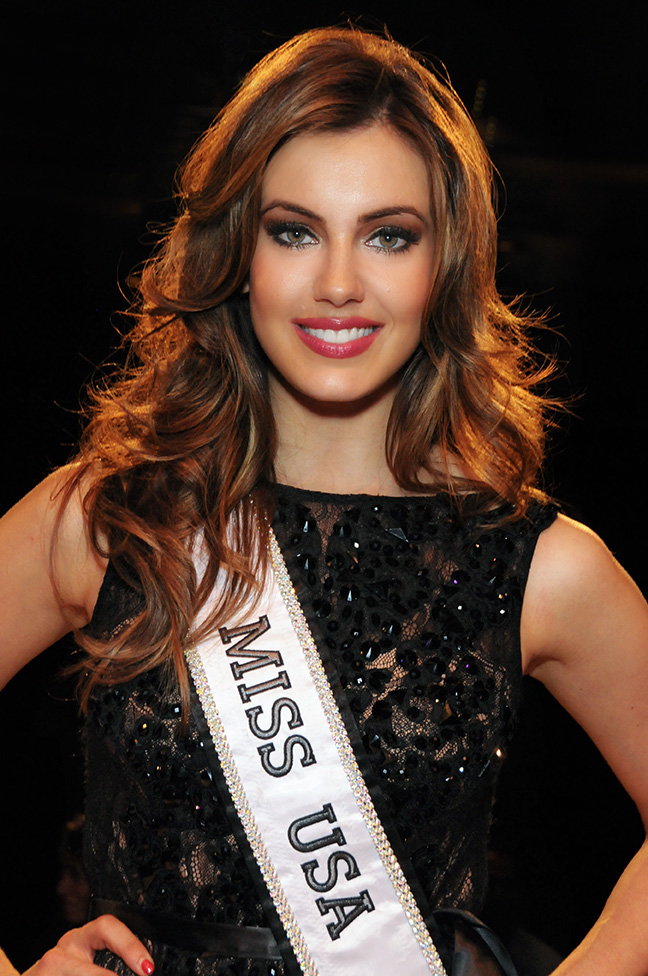
Erin Brady Miss USA

### Visszatérő országok
- Utoljára 1961-ben versenyzett:
  -  Mianmar
- Utoljára 2004-ben versenyzett:
  -  Ausztria
- Utoljára 2011-ben versenyzett:
  -  Kazahsztán
  -  Szlovénia
  -  Turks- és Caicos-szigetek

### Más versenyeken
Néhány versenyző részt vett más nemzetközi szépségversenyeken is (zárójelben az ott elért eredmény):
- Miss World 2008
  -  Spanyolország – Patricia Rodríguez (Top 15)
- Miss World 2009
  -  Jamaica – Kerrie Baylis
- Miss World 2011
  -  Kanada – Riza Santos (Top 30)
- Miss World 2013
  -  Belgium – Noémie Happart (Top 20)
  -  Libanon – Karen Ghrawi
  -  Namíbia – Paulina Malulu
  -  Oroszország – Elmira Abdrazakova
  -  Dél-afrikai Köztársaság – Marilyn Ramos
- Miss International 2008
  -  Olaszország – Luna Voce
- Miss International 2012
  -  Namíbia – Paulina Malulu (Top 15)